# Tauchira buae
Tauchira buae är en insektsart som beskrevs av Bolívar, I. 1898. Tauchira buae ingår i släktet Tauchira och familjen gräshoppor. Inga underarter finns listade i Catalogue of Life.